# محمد بن خليفة بن زايد آل نهيان
محمد بن خليفة بن زايد آل نهيان (1972 - ) أمير وسياسي إماراتي، وهو نجل الشيخ خليفة بن زايد آل نهيان أمير إمارة أبوظبي السابق ورئيس دولة الإمارات العربية المتحدة السابق .
الشيخ محمد هو عضو في المجلس التنفيذي لإمارة أبوظبي (مجلس وزراء أبوظبي). وعضو في مجلس إدارة جهاز أبوظبي للاستثمار (صندوق الثروة السيادي لأبو ظبي) برئاسة والده.
في عام 2009 ، عين رئيسًا لصندوق معاشات ومكافآت التقاعد لإمارة أبوظبي. وهو رئيس دائرة المالية في أبو ظبي.

## وصلات خارجية
- الصورة في المجلس التنفيذي لإمارة أبوظبي